# 134 (число)
Вижте пояснителната страница за други значения на 134.
134 (сто тридесет и четири) е естествено, цяло число, следващо 133 и предхождащо 135.
Сто тридесет и четири с арабски цифри се записва „134“, а с римски цифри – „CXXXIV“. Числото 134 е съставено от три цифри от позиционните бройни системи – 1 (едно), 3 (три), 4 (четири).

## Общи сведения
- 134 е четно число.
- 134-тият ден от годината е 14 май.
- 134 е година от Новата ера.